# Cemil İpekçi

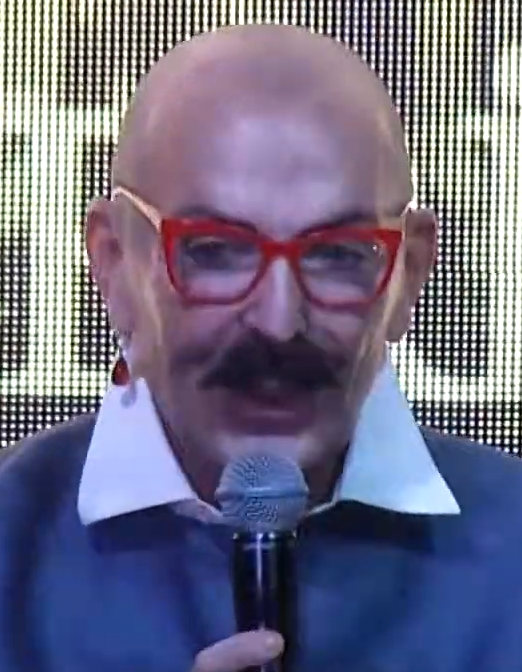
Cemil İpekçi, 2019

Remzi Cemil İpekçi (* 5. August 1948 in Istanbul, Türkei) ist ein türkischer Modedesigner und einer der prominentesten Erdoğan-Anhänger der Schwulencommunity der Türkei.

## Leben
Cemil İpekçi wurde in Istanbul als Sohn eines Künstlers aus Thessaloniki geboren, die bekannte Sopranistin Leyla Gencer ist eine Verwandte. Von Seiten seines Vaters sind der DSP-Politiker İsmail Cem und der Friedensaktivist Abdi İpekçi seine Cousins. Die einst osmanische İpekçizâde-Familie ist jüdischstämmig und zählt zu den Dönme. Seit seinem fünften Lebensjahr lebt Cemil İpekçi fast ununterbrochen in Istanbul.
In einer Reportage von Fatih Altaylı erklärte Cemil İpekçi, dass er konservativ sei und die Partei für Gerechtigkeit und Aufschwung (AKP) des damaligen Ministerpräsidenten Recep Tayyip Erdoğan unterstütze. Trotz seiner Homosexualität wünsche er sich ein Kind. Dabei erklärte er bei einer Anfrage bei Frauen für die künstliche Reagenzglasbefruchtung, er sei „athletisch, schlank, mittelblondes, volles Haar und blauen Augen, der nachweisbar regelmäßiger Blutspender ist mit der Blutgruppe A Rh neg. Der sich aber ausschließlich nur für die Bechermethode begeistern lässt. Also, meldet euch endlich!“

## Karriere
Cemil İpekçi studierte an der Königlichen Akademie der Künste in London und schloss sein Studium 1971 ab. In den Jahren 1972 bis 1975 arbeitete er als Stylist. 1975 gründete er sein Modelabel Tzagane und eröffnete 1979 eine Niederlassung in Nizza. Bis 1984 erarbeitete er Kollektionen, die von der türkischen und anatolischen Kultur beeinflusst wurden. 1984 gründete er das Modehaus Haute Couture in Istanbul, wo er sich der modernen Abendmode zuwandte. Ab dem Jahre 1992 jedoch machte er mit seiner Kollektion Suzeni eine Wende hin zur Arbeit mit türkischen und anatolischen Motiven.
Im Fernsehen gab Cemil İpekçi am 3. Januar 2008 bekannt, dass er keine Modenschau durchführen werde, bis das Kopftuchverbot an den Universitäten aufgehoben werde.